# Samsung Galaxy Z Flip
Samsung Galaxy Z Flip (на деяких територіях, в тому числі й в Україні, продавався під назвою Samsung Galaxy Flip) — смартфон з гнучким складним екраном, розроблений компанією Samsung Electronics. На відміну від Galaxy Fold, Galaxy Z Flip має формфактор «жабка». Був представлений 11 лютого 2020 року разом з серією Galaxy S20.

## Дизайн

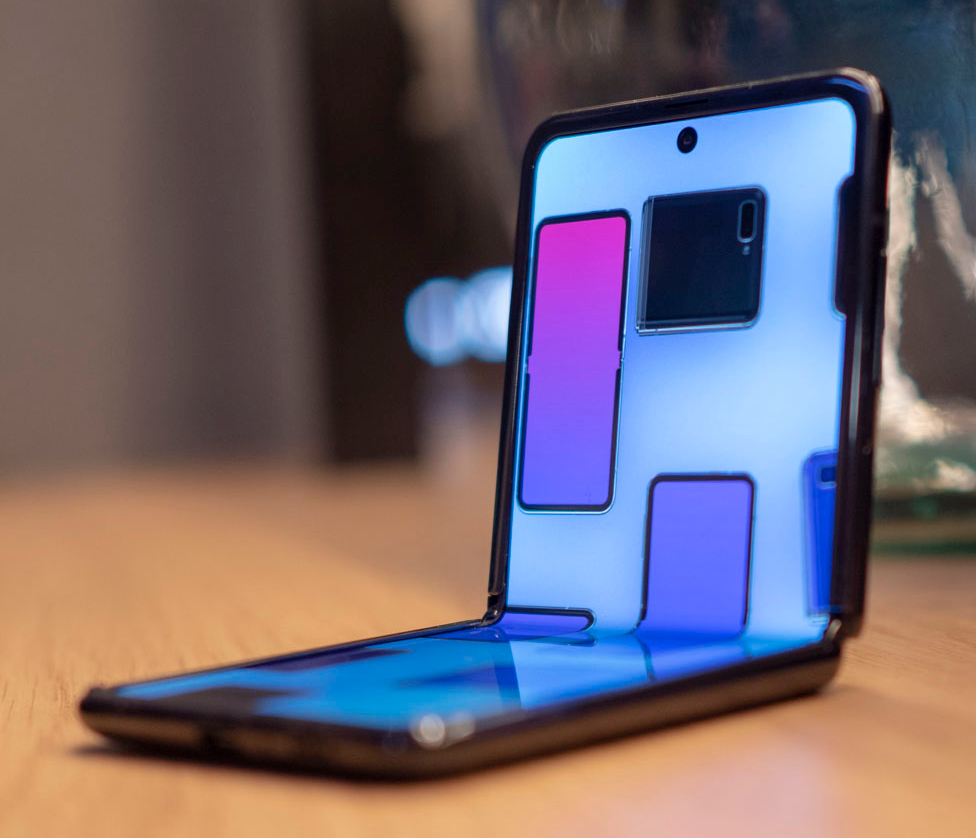
Galaxy Z Flip

Головний екран виконаний зі скла, що подібний до пластику. Задні панелі виконані зі скла Corning Gorilla Glass 6. Бокова частина виконана з алюмінію.
Знизу знаходяться роз'єм USB-C, динамік та мікрофон. Зверху розташований другий мікрофон. З лівого боку розташований слот під 2 SIM-картки. З правого боку розміщені кнопки регулювання гучності та кнопка блокування смартфону, в яку вмонтований сканер відбитку пальця.
В Україні Samsung Galaxy Z Flip продається в чорному та фіолетовому кольорах.

## Технічні характеристики

### Процесор
Galaxy Z Flip оснащений 7-нанометровим процесором Qualcomm Snapdragon 855+ та графічним процесором Adreno 640 (700 МГц).

### Акумулятор
Акумуляторна батарея отримала об'єм 3300 мА·год та підтримку швидкої зарядки на 15 Вт. Також є підтримка бездротової зарядки.

### Камера
Смартфон отримав основну подвійну камеру 12 Мп, f/1.8 (ширококутний) з фазовим автофокусом Dual Pixel і оптичною стабілізацією + 12 Мп, f/2.2 (ультраширококутний) із здатністю запису відео в роздільній здатності 4K@60fps. Також смартфон отримав фронтальну камеру на 10 Мп з світлосилою f/2.4 та здатність запису відео в роздільній здатності 4K@30fps.

### Дисплей
Galaxy Z Flip має два дисплеї. Основний гнучкий дисплей виконаний по технології Dynamic AMOLED, має діагональ 6.7", співвідношення сторін 21:9, роздільну здатність FullHD+ (2636 × 1080) з щільністю пікселів 425 ppi. Додатковий екран знаходиться на зовнішній частині смартфону, виконаний по технології Super AMOLED, має діагональ 1.1", співвідношення сторін 8:3, роздільну здатність FullHD+ 300 × 112 з щільністю пікселів 291 ppi.

### Пам'ять
Смартфон продавався в комплектації 8/256 ГБ.

### Програмне забезпечення
Смартфон був випущений на фірмовому інтерфейсі One UI 2.1 на базі Android 10. Був оновлений до One UI 4.1 на базі Android 12.

## Samsung Galaxy Z Flip 5G
Samsung Galaxy Z Flip 5G — модифікація Galaxy Z Flip, особливостями якої стали процесор Qualcomm Snapdragon 865+ з графічним процесором Adreno 650, стандарт флешпам'яті UFS 3.1, підтримка мережі 5G та нові варіанти кольорів: Mystic Grey (сірий) та Mystic Bronze (бронзовий). Був представлений 22 липня 2020 року.

## Галерея

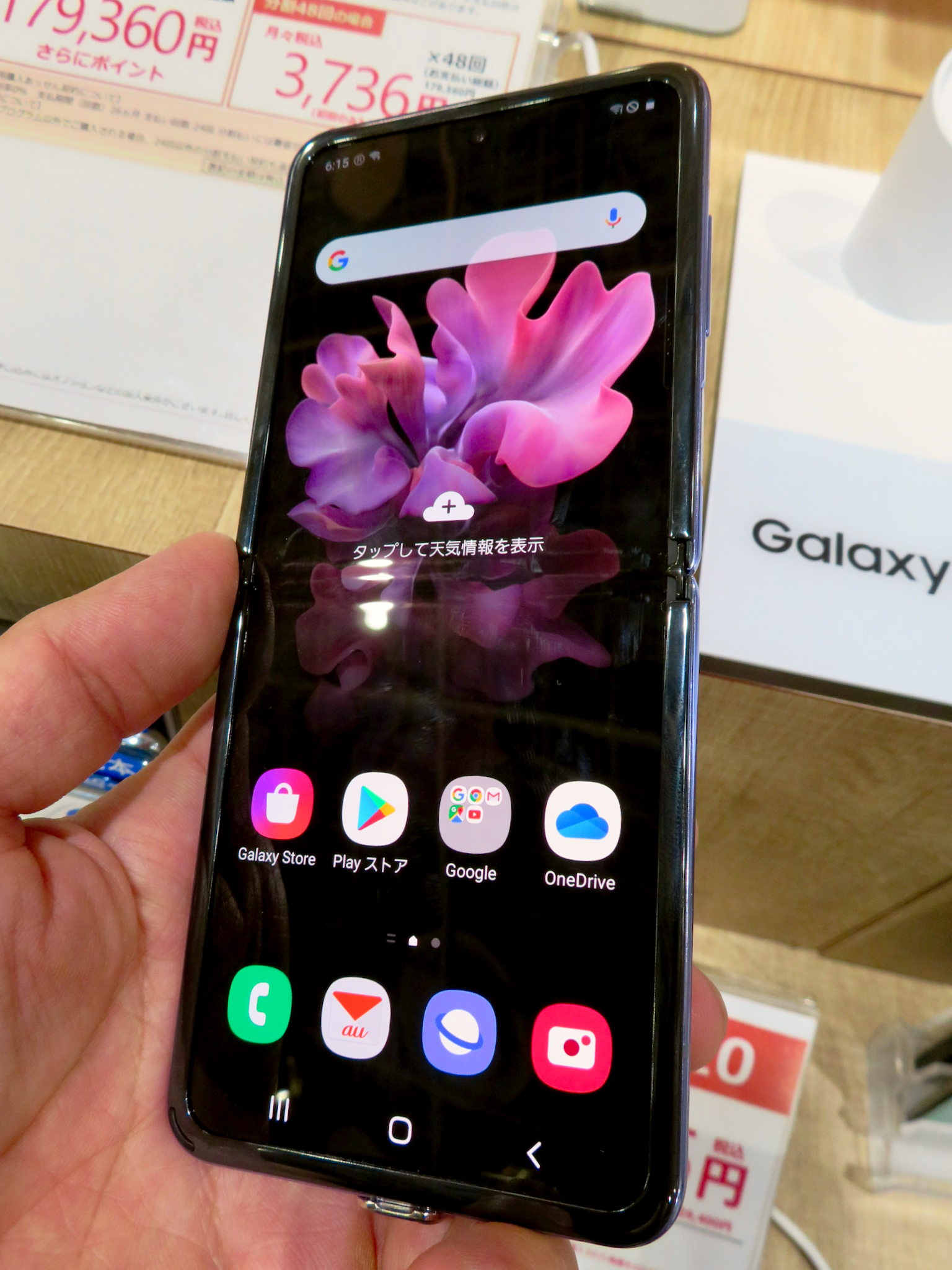
Galaxy Z Flip у складеному стані
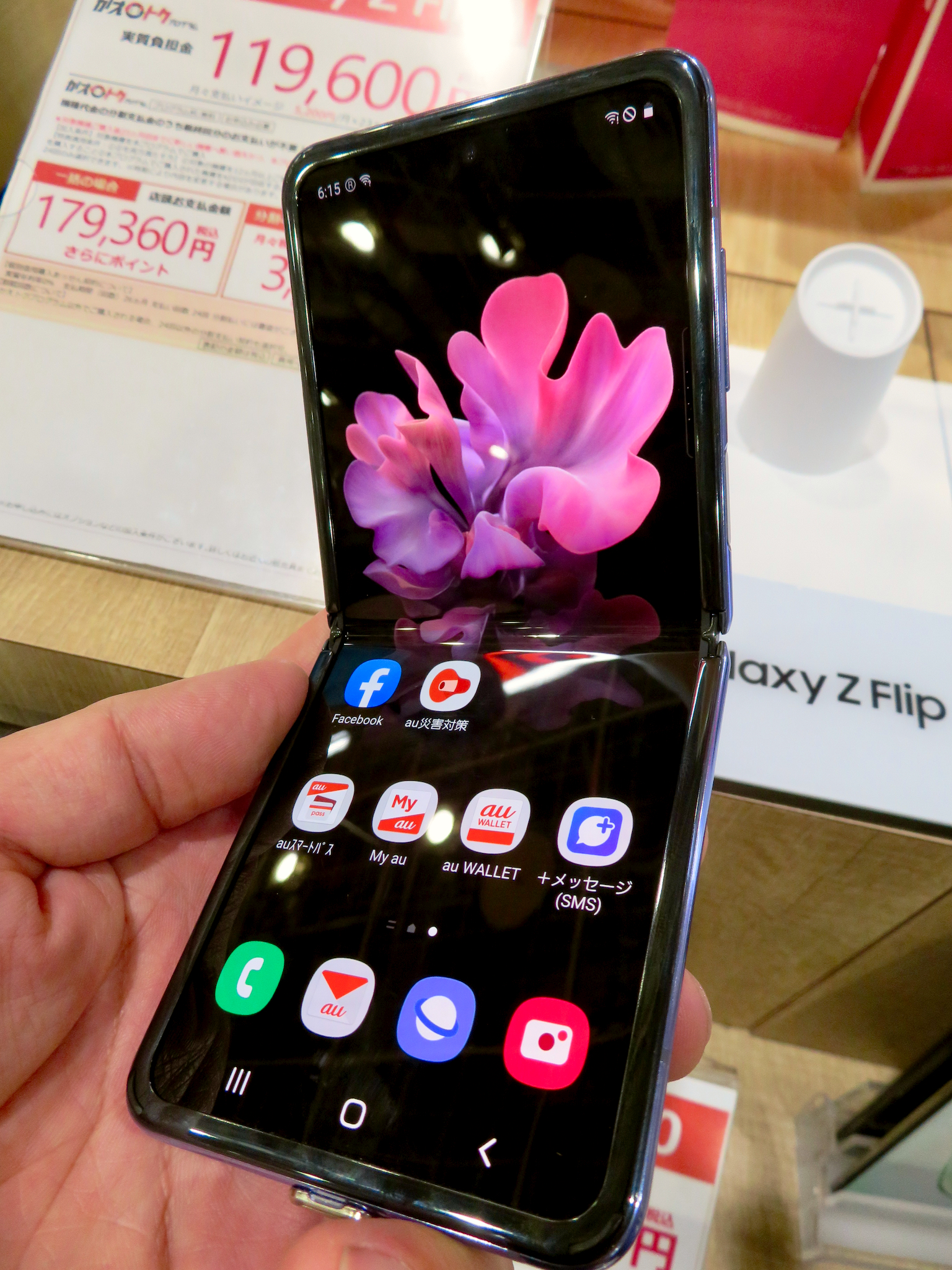
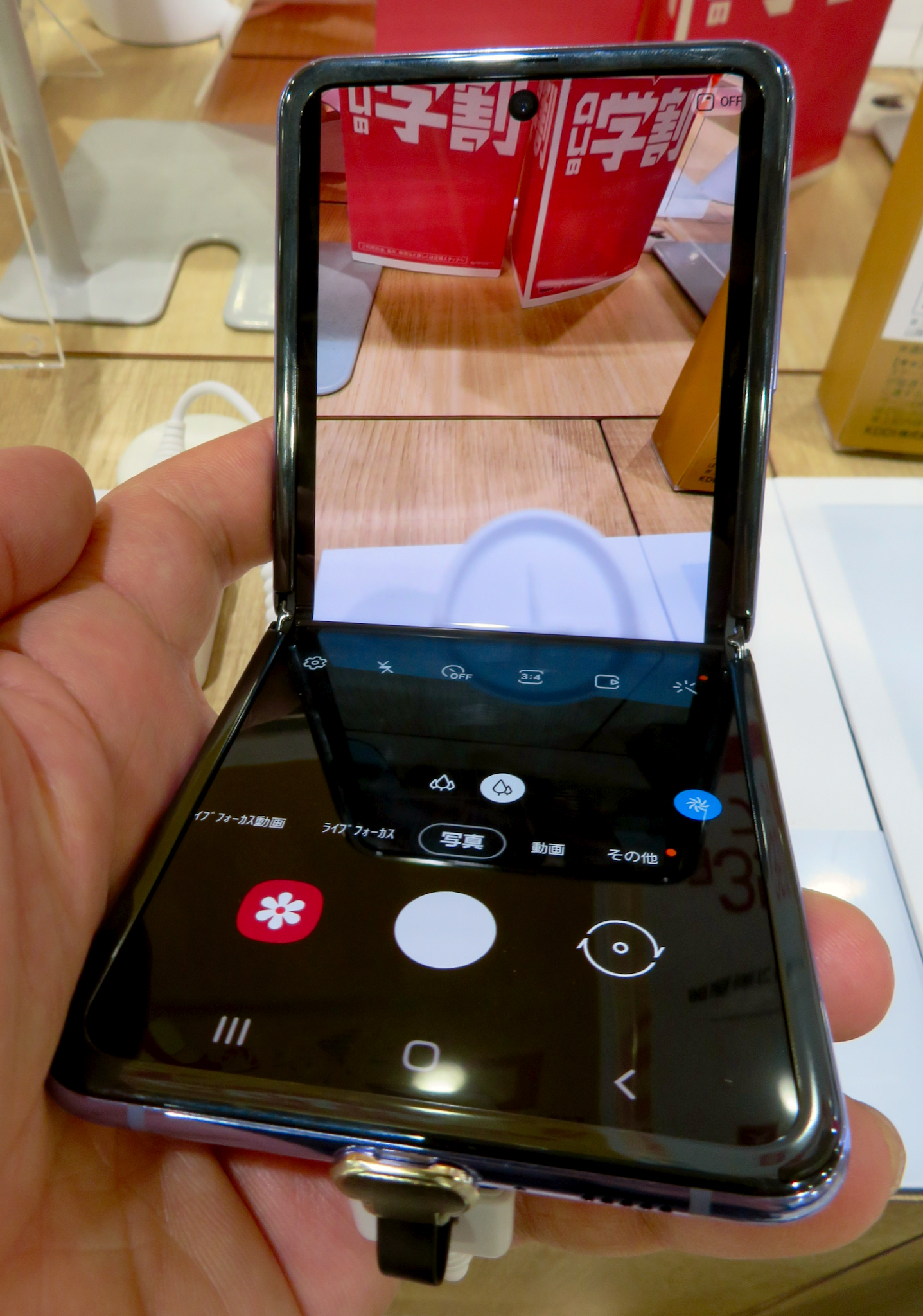
Розскладений на 90 градусів
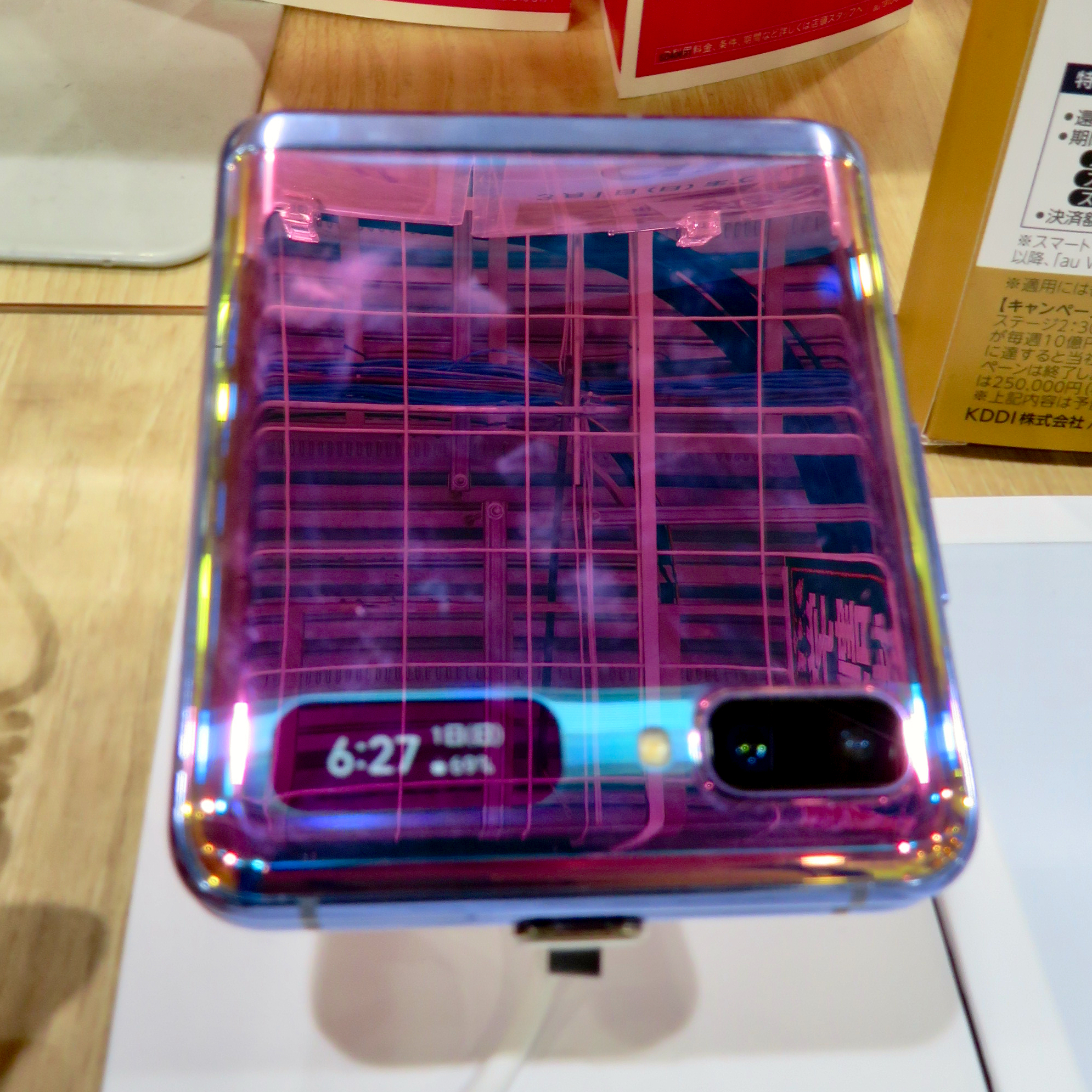
У складеному стані
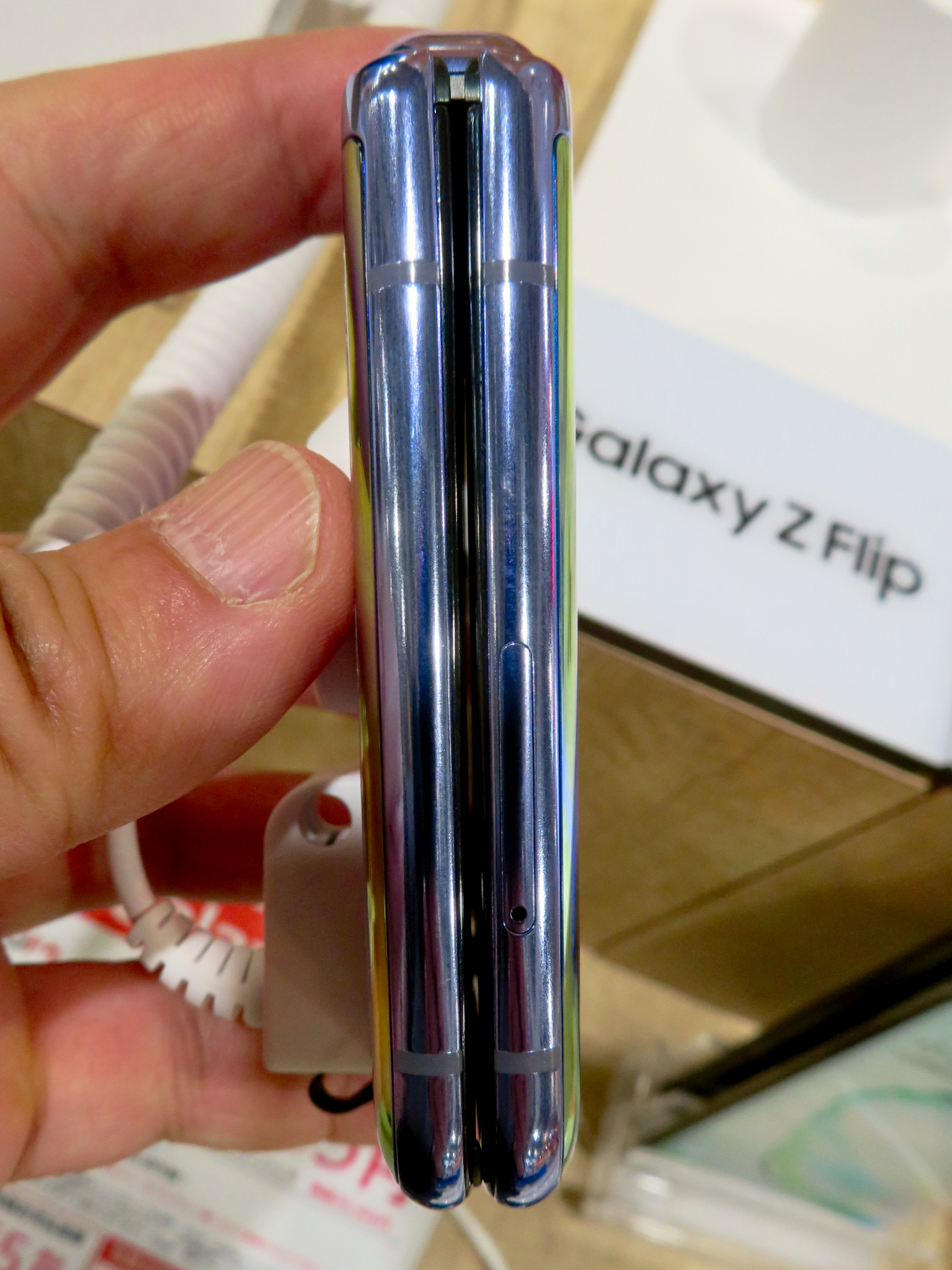
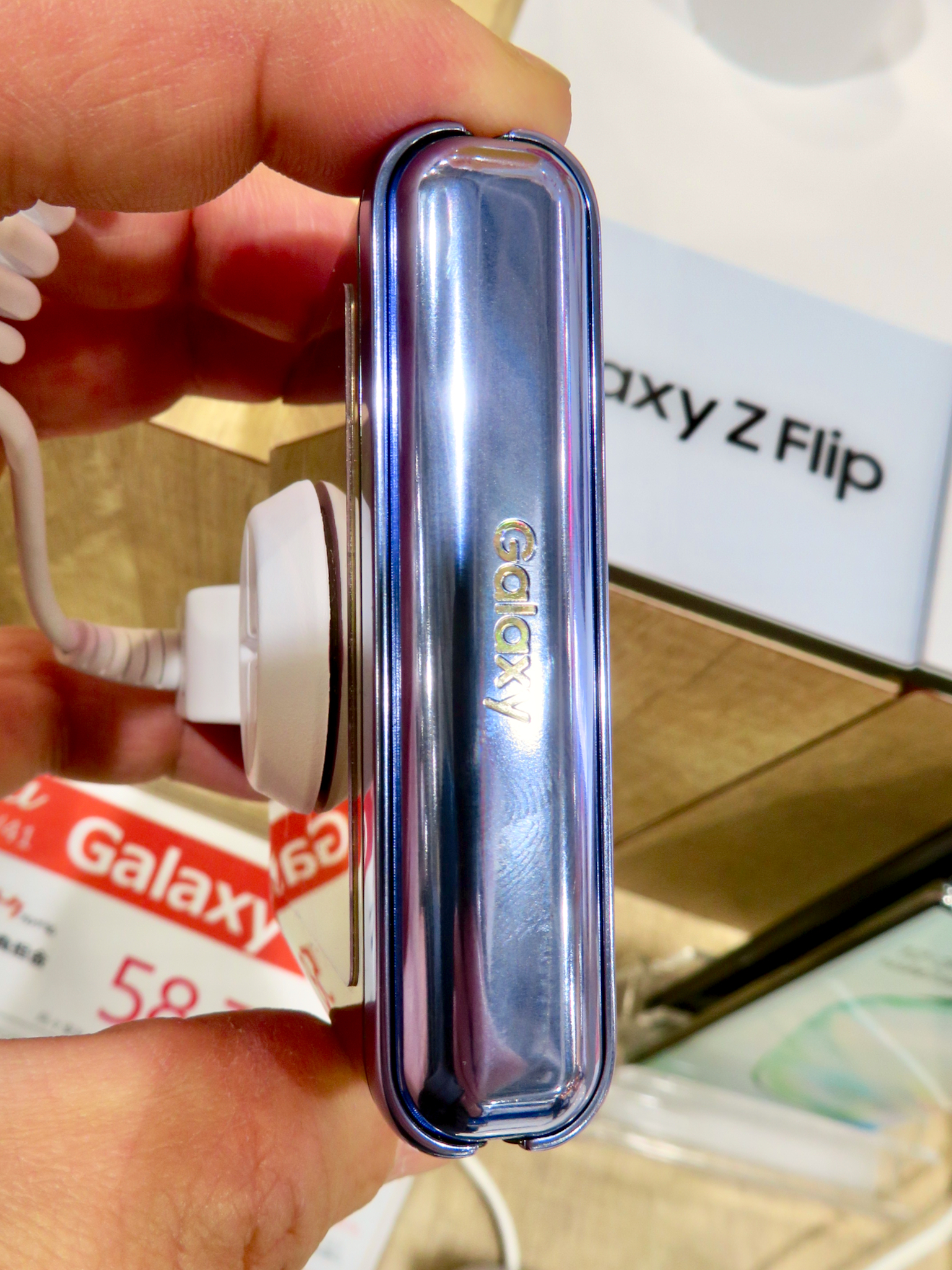
Шарнір смартфона
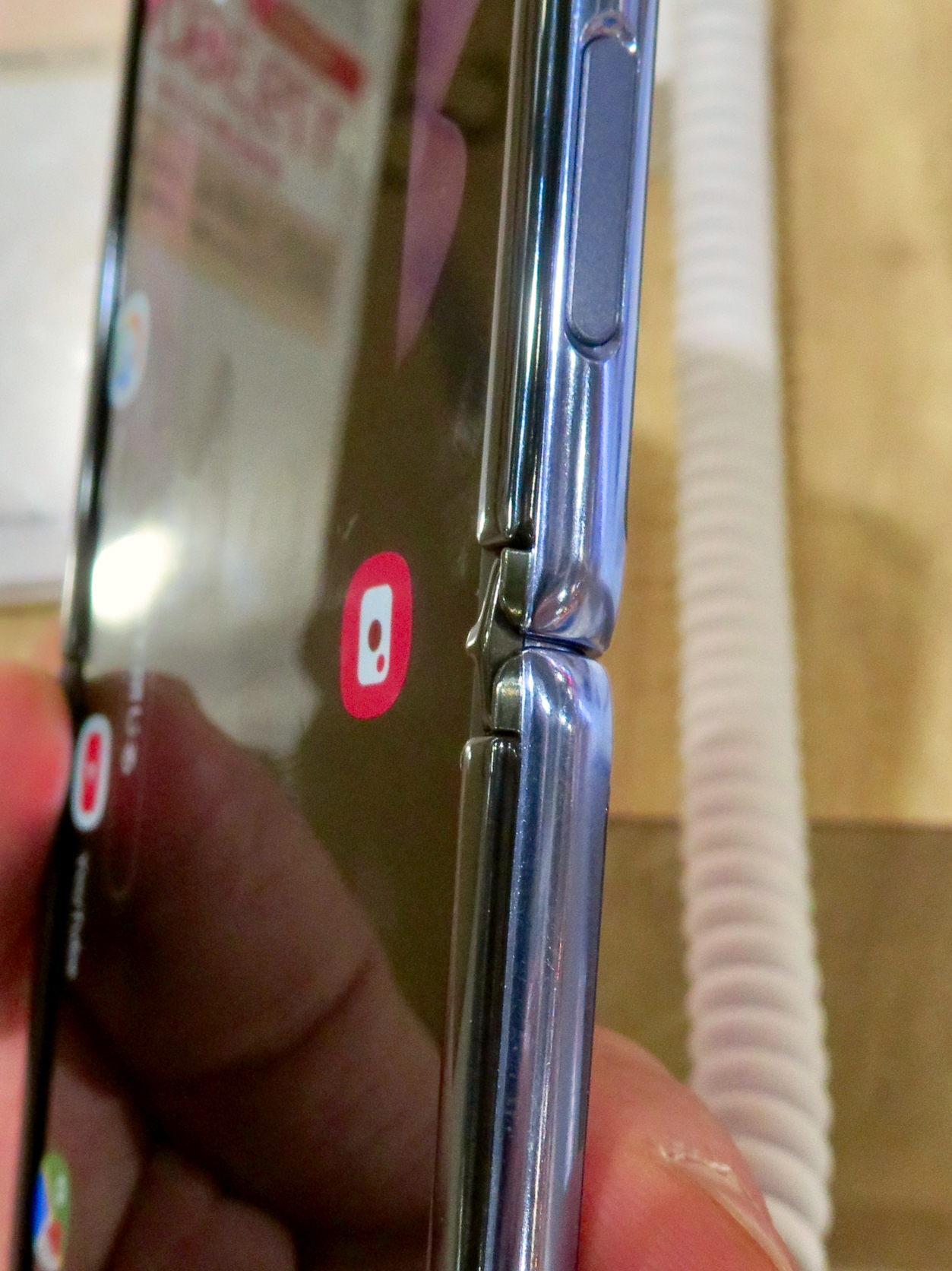
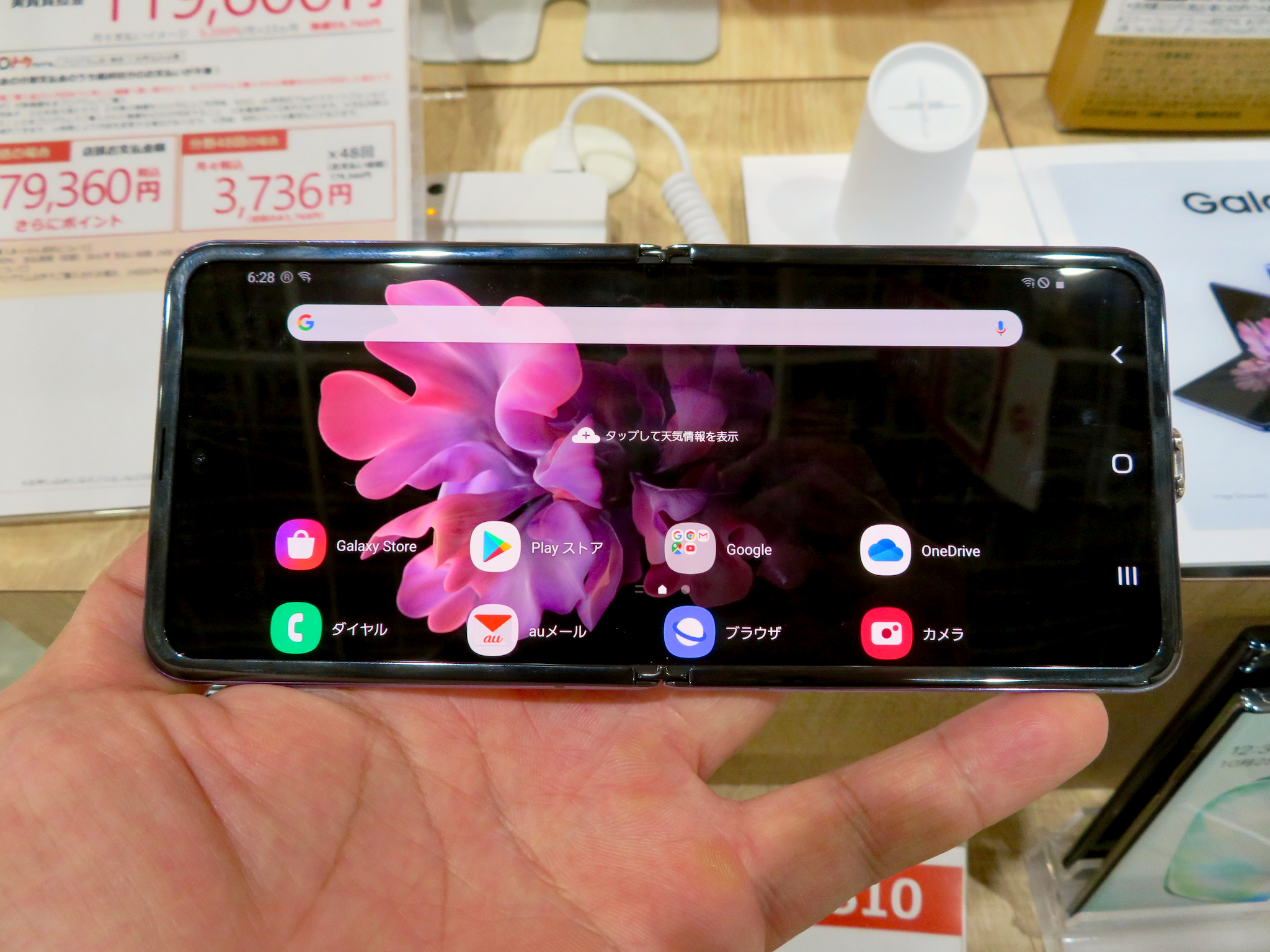
У горизонтальному положенні